# 日産・スカイラインセダン V37
V37型スカイラインセダン（SKYLINE SEDAN V37）は、日産自動車が製造・販売するセダン型高級乗用車である。製造は栃木工場で行われている。

## 概要
2014年2月26日にスカイラインセダンはV37型にフルモデルチェンジした。先代V36型ではV6 2.5LおよびV6 3.7L（2014年2月の発売時は3.5L）の2種類のガソリンエンジンを搭載していたが、V37型では販売当初Y51型フーガハイブリッドやシーマハイブリッドと共通のVQ35HR型ガソリンエンジンとHM34型モーターを組み合わせたハイブリッドシステムを搭載するモデルのみが設定された。ハイブリッドモデルの設定はスカイラインでは初となる。遅れて、同年5月28日にダイムラーから供給を受ける、排気量2.0Lのダウンサイジングターボエンジンを搭載したモデルが新たに設定された。V37型の発売当初、V36型の2.5L車が仕様変更を行った上で継続販売されていたが、2.0Lターボ車の登場に伴い2014年度にて生産終了された。なお、スカイラインに4気筒エンジンが搭載されるのは8代目・R32型セダンに設定されていた1.8Lモデルの「GXi」以来5世代ぶりとなる。
本モデルは、日産自動車の高級車ブランド「インフィニティ」展開地域ではインフィニティ・Q50として販売される。日本国内にはインフィニティブランドは展開されていないため日産の販売店で販売されるが、V37型では2019年7月改良モデルまで、日産のCIではなく、輸出モデルと同様にインフィニティのCIがエンジンヘッドカバーやホイールのセンターキャップといった細部にまで装着されていた。日本向けの日産車にインフィニティのCIが装着されるのはインフィニティ・Q45以来であるが、「インフィニティ」のブランド名称は冠されず、あくまでも正式車名は「日産・スカイライン」である。しかし、各種広告において日産のCIを一切出さず「NISSAN MOTOR CORPORATION」と表記し、日産ブランドからの離脱およびインフィニティブランドへの移行をアピールした。こういった販売手法を採った理由は、V37型スカイラインが世界基準で開発され、世界に通じる高級セダンであることをアピールするためであった。またスカイラインブランドの廃止が提案された役員会における、志賀俊之をはじめとした日本人幹部の「インフィニティQ50」の日本市場を含めた世界統一呼称への反対意見が大きく影響している。副社長のアンディ・パーマー（当時）をはじめとした外国人役員は世界統一呼称を推したが、志賀らは「ネーミングの統一は日本市場を軽視していると取られかねない」と真っ向から反論。結果、CEO（当時）のカルロス・ゴーンは日本市場に限ってQ50の基本的な意匠を変えずにスカイラインのネーミングを踏襲することに決めた。
国内の商品企画を担当した日本商品企画部リージョナルプロダクトマネージャーの寺田美穂は、「年齢でいうと40代前半の男性。共働きの奥さんがいて、娘が1人。外資系企業で管理職をしており、非常にタフな環境の第一戦で活躍している人。都心のタワーマンションに住んでいる。」をターゲット層としているという。
2019年7月のマイナーチェンジでフロント・リアのバッジ、ホイールのセンターキャップ、本革巻ステアリングのエンブレムが日産のCIに変更された。同時に各種広告において日産のCIを出し、日産ブランドへ復帰した。その背景として、インフィニティバッジの採用に関して日本国内で賛否両論あったこともあるが、日産ブランドへの回帰の理由は、「スカイラインが『技術の日産』の象徴である」ことを再認識し、日産ブランドの車として再定義したためである。なお、Vモーションを核としたフロントマスクは日本市場専用の意匠となる。2019年のマイナーチェンジでは、ハイブリッドモデルに日産の先進運転支援システム「プロパイロット 2.0」が市販車として初採用されたほか、従来のダイムラー製4気筒ターボエンジンに代わり、自社製のV6 3.0Lツインターボエンジンが採用され、高性能グレードの「400R」も追加された。
2022年9月1日以降の車外騒音規制強化を背景として、同年夏にハイブリッド車の販売を終了した。そのため、スカイラインからはプロパイロット搭載モデルも廃止された。
2021年6月12日に日本経済新聞が「スカイラインの開発中止」を報道した。しかし、同年6月15日にて行われた新型車「ノートオーラ」の発表会にて、日産の執行役副社長である星野朝子が「先週末に日本経済新聞でスカイライン開発中止と、日産の象徴、開発に幕というような記事が日経新聞で報道されておりますけれども、そのような意思決定をした事実は一切ございません。日産自動車は決してスカイラインを諦めません。ということでこの場をお借りして申し伝えておきたいと思います」と述べ公式に否定した。翌年の9月22日には日産CIを現行CIへ更新するなどの小規模な一部仕様変更が発表された。

## パワートレイン

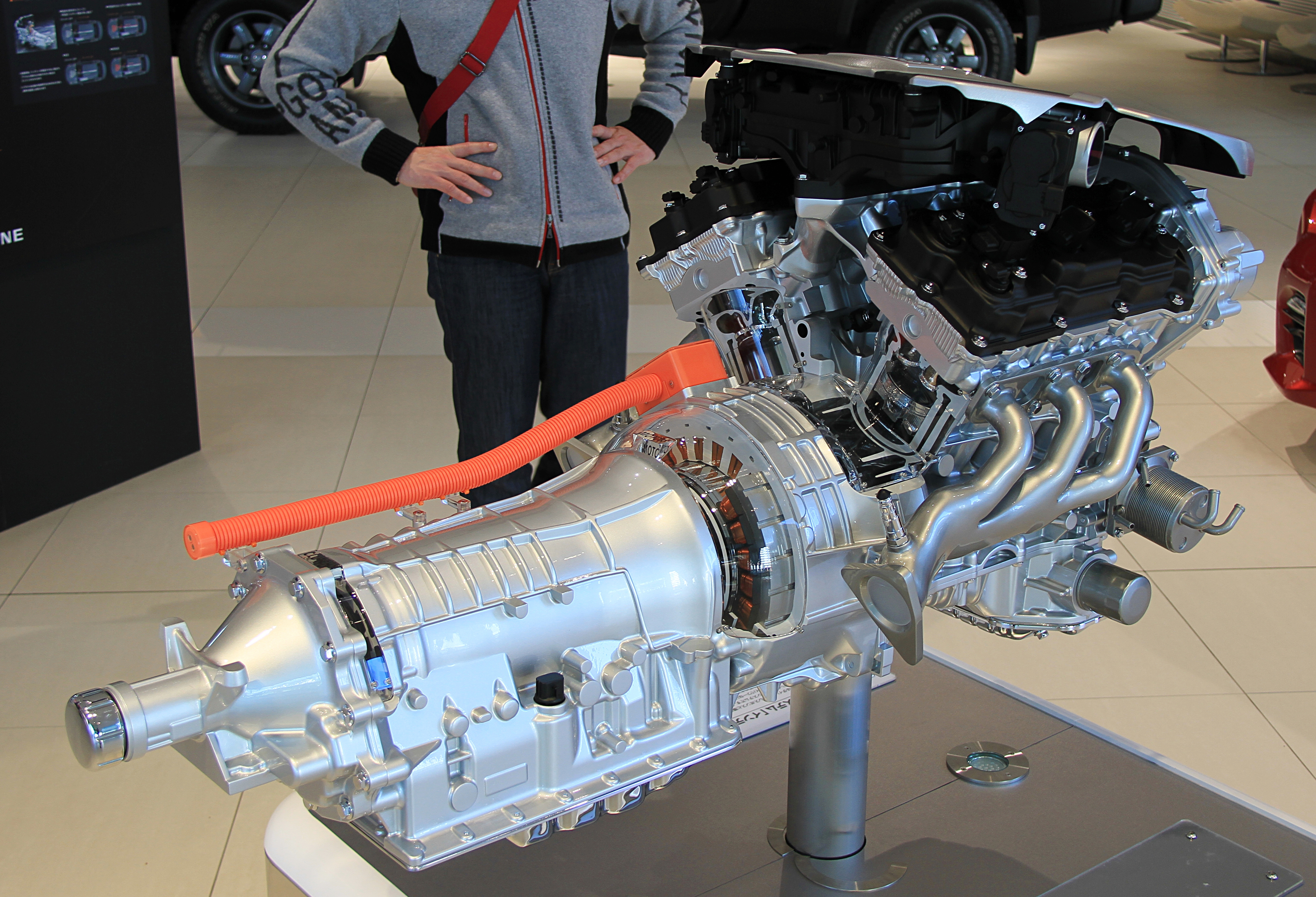
ハイブリッドシステム

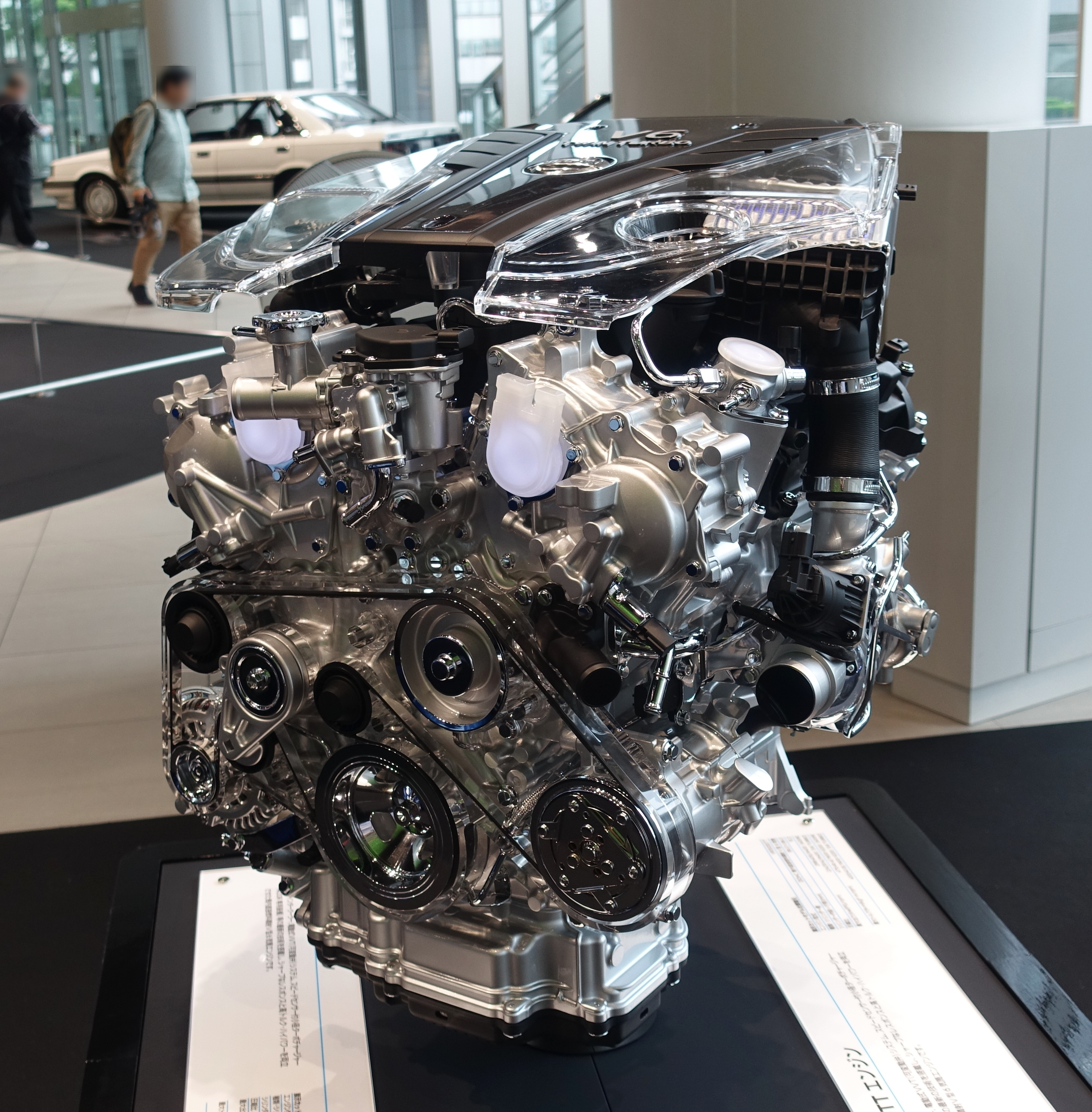
VR30DDTT

ハイブリッド車はフーガハイブリッドやシーマハイブリッドと同様のVQ35HRエンジンに1モーター2クラッチ方式のハイブリッドシステムを組み合わせた「インテリジェント・デュアルクラッチ・コントロール」で、変速機はジヤトコ製マニュアルモード付電子制御7速ハイブリッドトランスミッション（AT）である。
V37型ではY51型系の同システムから高出力化および加速レスポンスの向上が図られている。このためにはクラッチの応答速度の向上や制御変更、モーターのトルクやバッテリーの出力向上が行われ、モーターの最大トルクは20N·m向上した290N·mに、バッテリーの瞬時最大出力は15kW向上した75kWとなっている。Y51型系のハイブリッドシステムでは日産にハイブリッド車の開発実績がなかったことにより耐久性のマージンを過分にとっており、V37型ではそのマージンを見直したことによってこのような性能向上が行われた。その他、エンジンの燃費向上やトランスミッションの6%のフリクション低減なども図られている。
2014年5月に追加発表された4気筒ターボ車はダイムラーより供給される274930型エンジン（2014年11月のマイナーチェンジ以降は274A型に名称変更）を搭載する。このエンジンは、メルセデス・ベンツ・E250 W212などに搭載される2.0L M274型と最大トルク回転域が若干異なる以外は基本的に同一スペックとなる。ただし、パワフルな運転感覚を重視したため、M274で用いられていた成層燃焼・リーンバーンではなく、ストイキ燃焼となり、燃費性能はM274型に劣っている。排気量を4気筒の2.0Lとしながら、ターボチャージャーを組み合わせたことでハイブリッド車に搭載されているVQ35HRエンジンと同数値（350N·m）の高トルクを低回転域から発揮し、アイドリングストップ、直噴ガソリン機構、可変バルブタイミング、充電制御などを採用したことで、JC08モード燃費を先代2.5Lモデルからおよそ20%向上した13.6km/Lとしている。ただし、最高出力は先代の225PSから211PSまで低下している。トランスミッションはダイムラーから供給されるE250とほぼ共通のマニュアルモード付7速ATが組み合わせられる。
北米仕様には3.7Lガソリンエンジンモデル（後に3.0Lツインターボエンジンに変更）、欧州/韓国市場には2.2Lディーゼルエンジンモデルも存在するが、日本市場には燃費とパワーのバランスが最もいいと判断されたハイブリッドモデルが当初投入され、併売される旧型2.5Lに代わる低価格帯モデルとして2.0Lターボチャージャー付ガソリンモデルが追加投入されたという経緯がある。
2019年7月のマイナーチェンジではダイムラー製の4気筒エンジンが廃止され、代わりに日本国外仕様に設定されていた自社製の3.0L V6 直噴ツインターボエンジンであるVR30DDTT型エンジンが搭載された。このエンジンは小径タービンおよびコンプレッサーを採用することで応答性を向上しており、標準車の最高出力は304PSを発揮する。大排気量化によって従来の4気筒ターボエンジンより大幅に出力を向上しており、さらに高性能グレードの「400R」はターボ回転数センサーを採用することで過給圧設定を最適化することが可能となり、最高出力405PSを発揮する。V6ターボ車のトランスミッションにはZ34型フェアレディZと共通の、シンクロレブコントロールを採用したジヤトコ製JR710E/JR711Eが採用されている。
| エンジン         | 排気量 (cc)      | タイプ                         | 最高出力 (kW (PS)/rpm)            | 最大トルク (Nm (kgfm)/rpm)                  |
| ガソリンエンジン | ガソリンエンジン | ガソリンエンジン               | ガソリンエンジン                  | ガソリンエンジン                            |
| ---------------- | ---------------- | ------------------------------ | --------------------------------- | ------------------------------------------- |
| 274A型           | 1,991            | 直列4気筒 DOHC ターボ          | 155 (211) /5,500                  | 224 (22.8) /1,250 - 3,500                   |
| VR30DDTT型       | 2,997            | V型6気筒 DOHC 直噴ツインターボ | 224 (305) /6,400 298 (405) /6,400 | 400 (40.8) /1,600 - 5,200 475 (48.4) /6,400 |
| ハイブリッド     |                  |                                |                                   |                                             |
| VQ35HR型         | 3,498            | V型6気筒 DOHC                  | 225 (306) /6,800                  | 350 (35.7) /5,000                           |
| HM34型           | -                | -                              | 50 (68)                           | 290 (29.6)                                  |

## ボディ・シャシ

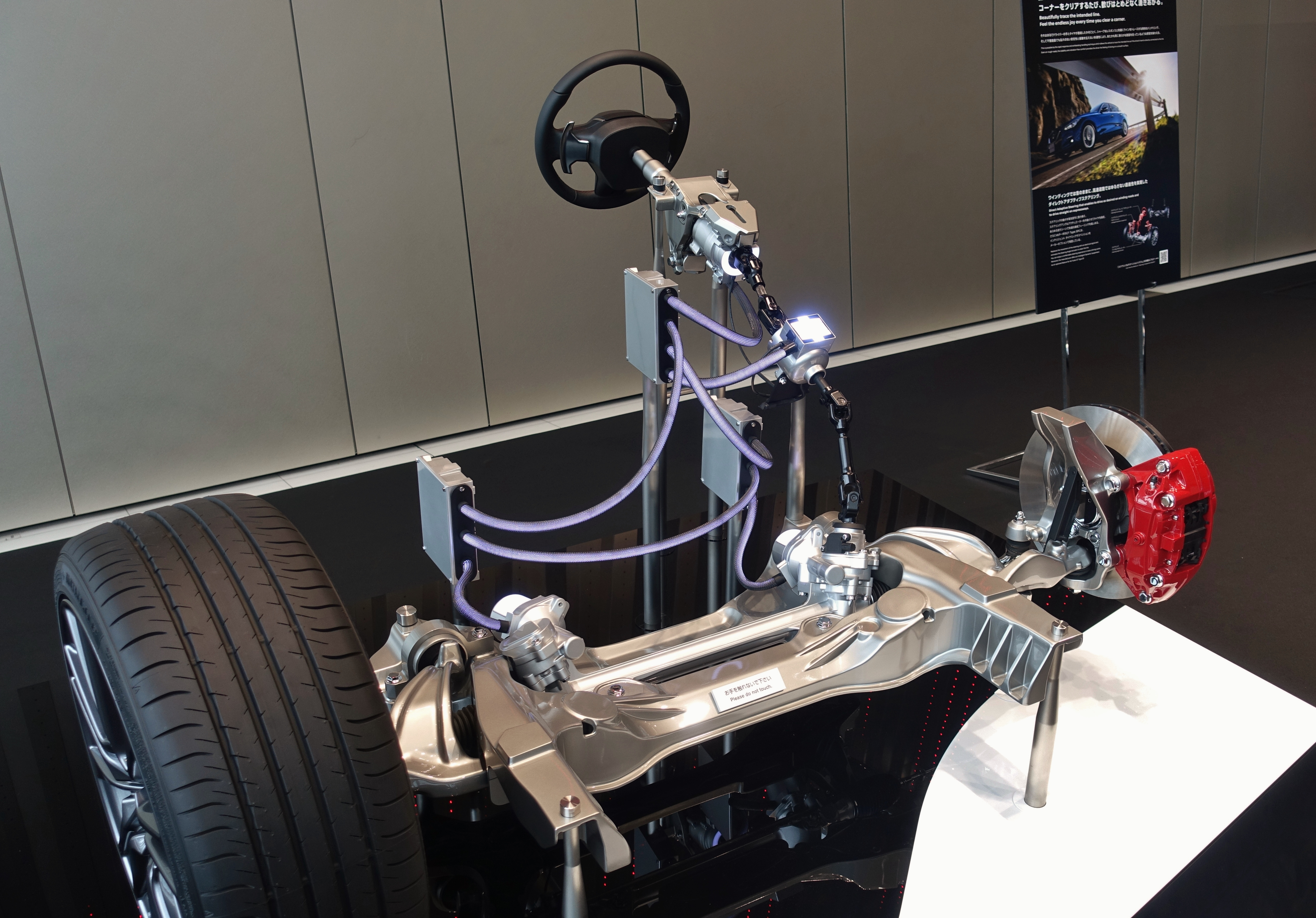
ダイレクトアダプティブステアリング

プラットフォームには、先代同様、FR-Lプラットフォームの新世代型が採用される。ベースとなっているのはY51型フーガに使用されるプラットフォームで、ホイールベースは50mm短縮されている。ボディ単体では剛性の向上や車体の大型化のためにV36型と同様の構造・素材で作った場合22.4kgの重量増が想定されたが、超高張力鋼板の使用率を上げるなどの策を講じたことにより、8.4kgの軽量化がなされている。また、剛性については、フロントの横曲げ剛性を60%、リアの捩り剛性を6%向上している。また、このプラットフォームはもともとV型6気筒以上のエンジンを搭載することを想定して設計されたものであるため、設計においては、直列4気筒エンジンの搭載にあたり音振性能を確保することに苦労したという。
フロントサスペンションは基本的にV36型と同一であり、リアサスペンションはY51型フーガと同形式のものが採用される。ショックアブソーバーには前後ともY51型フーガより採用されているダブルピストンショックアブソーバーが用いられる。
V37型では操縦安定性と直進安定性の両立のため、世界初となるステア・バイ・ワイヤ機構のダイレクトアダプティブステアリング (DAS) をハイブリッド車、V6ターボ車に採用した。DASには従来通りステアリングシャフトが存在するが、これはフェイルセーフのための装備であり、イグニッションオン時（システム正常作動時）にはこの中間にあるクラッチが切断され、ワイヤーハーネスによって操舵信号が電気的に伝達される。この装備により、操舵のタイムラグが減らされ、また不快な振動や路面の轍などにステアリングをとられるような感覚を減らしながらも、タイヤからの反力は必要な情報が取捨選択され、ステアリングフォースアクチュエータを介してステアリングに伝えられ、より自然な操舵感覚としている。
一方、4気筒ターボ車は車速感応式の電動油圧パワーステアリングを採用。電子制御によってモーターの回転速度を変え、油圧ポンプを調整して操舵力を変化させることで舵角や舵角速度を制御し、低速域ではマイルドに、高速域ではよりスムーズでリニアなハンドリングを実現。併せて、電動ポンプ化することでエンジン負荷を軽減し、燃費向上にも貢献している。なお、2014年11月13日にはType PとType SPにアクティブレーンコントロールと共にダイレクトアダプティブステアリングが4気筒ターボ車にもメーカーオプションとして設定された。
タイヤにはNISMOを除く全車にランフラットタイヤが装着される。タイヤサイズは225/55RF17と245/40RF19の2種類がラインアップされ、17インチはブリヂストン製のPOTENZA S001 RFTが、19インチは住友ゴム工業製のダンロップ SP SPORT MAXX 050 DSST CTTがそれぞれ採用される。
2019年7月のマイナーチェンジでは、走行シーンに合わせてサスペンションの減衰力を緻密に制御し、車体の挙動を安定させることでスポーティ走行における操舵安定性や車体の揺れの低減を図るインテリジェント ダイナミックサスペンションが新たに採用され、ダイレクトアダプティブステアリングはステアリングの切り初めのレスポンスを向上させ、ライントレース性を高めるとともに、低速から中速での操舵の過敏さを軽減しつつ、応答性を向上したことで繊細な修正舵への過敏性を抑制する改良が施された。

## デザイン
エクステリアデザインはコンセプトカーのインフィニティ・エッセンスで提示されたデザインの方向性を初めて本格的に採用している。ダブルアーチ型のフロントグリルやフロントフェンダーの盛り上がりなどといったV35型スカイラインから続くインフィニティ系の車種に共通のデザインを採用したほか、Cピラー部分でウインドウラインを切り返した「クレセントカット」と呼ばれるデザインなど、新しいデザインコンセプトも採用されている。また、全長が不必要に伸びることを防ぎ、デザイン上不要な要素を排除するため、歴史的にスカイラインではバンパーに配置されていたリアのライセンスプレートをトランク部分に移設している。
ダッシュボードの基本デザインはインフィニティ系の車種に伝統的に用いられる「ダブルウェーブ」デザインが取り入れられており、先代よりもウェーブ形状が強められた。センタークラスターには通常の8インチのナビゲーション画面に加え、その下には7インチの操作系パネルも装備される。これによりスイッチ類を減らしながらも、エアコンやオーディオの基本操作系の操作は物理スイッチが設けられているためタッチパネルを用いずに操作することができる。
ボディサイズは全長が10mm、全幅が50mm拡大されており、このため前後席ショルダールームがそれぞれ20mm、26mm拡大され、有効室内長も8mm増加、後席ニールームは19mm向上して609mmとなっている。全高は10mm低くなっているが、着座位置を低下することによってヘッドクリアランスが確保され、フロントのヘッドルームは先代モデルから16mm増えて96mmとなっている。
ハイブリッド車はハイブリッドシステム用のバッテリーはトランク部分に搭載されるため、トランク容量は旧型の510Lから400Lまで大幅に低下している。ただし、ゴルフバッグは先代同様に4本積載可能となっている。Cd値は先代モデルから0.03向上して0.26となっており、引き続き前後ゼロリフトも達成した。ターボ車はバッテリーが搭載されない分、トランク容量は旧型から10L少ない500Lの大容量を確保しており、9インチのゴルフバッグなら4本、特Aのスーツケースなら2つ積載が可能。また、リアセンターアームレストスルー機構を追加し、メーカーオプションでリア可倒式シートを設定したことで長尺物の積載も可能となった。
2017年12月のマイナーチェンジでは、フロントグリルが大型化され、バンパーの形状を変更。「Type P」と「Type SP」のアルミホイールも変更され、「Type P」はクロームコートカラー、「Type SP」は新デザインの切削光輝となった。本革巻ステアリングのデザインも変更され、グリップを太くし、ホーンパッドは小型化され、スポークにマットクロームが施された。
2019年7月のマイナーチェンジでは、フロントグリルの意匠が近年の日産車と共通する「Vモーショングリル」となり、リアのコンビネーションランプが丸目4灯の新デザインに変更され、グリルロゴもインフィニティから日産のものに変更された。特にそのフロントデザインはGT-Rのイメージも踏襲されているが、高性能を全面に出したGT-Rとは対照的に、スカイラインは「薄くて、シャープ、でも速い」というイメージが取り入れられている。
2022年9月の一部仕様変更では、2022年7月にフルモデルチェンジを実施したT33型エクストレイルと同様、フロントグリル・リアエンブレム・アルミホイールのセンターキャップ・ステアリングホイールのCIが2020年7月からの現行CIへ変更された。

## ラインアップ
グレード体系はハイブリッド車・ターボ車ともに3グレードが設定されている。装備内容はハイブリッド車・ターボ車でほぼ同一となっているが、ハイブリッド車はHEVパワー計、ダブルピストンショックアブソーバー、車両接近通報装置が、ターボ車は前述の電動油圧パワーステアリング（車速感応式）とリアセンターアームレストスルー機構がそれぞれ装備されるほか、同じグレードであってもハイブリッド車とターボ車で装備内容に細かな違いがある。スカイラインでは2代目から伝統的に6気筒エンジン搭載車にのみ「GT」のグレード名が使用されてきたが、V37型では4気筒エンジン搭載車にもGTのグレード名が使用されていた。これは、V37型に搭載される4気筒エンジンがかつての6気筒エンジンと互角の性能を発揮し、またV37型は単なるスポーツセダンではなくコンフォート性能も兼ね備えた「グランツーリスモ」であるという理由からであった。
また、ハイブリッド車には電子制御トルクスプリット4WD「アテーサ E-TS」を採用した4WD車も設定される。先代では2.5L車に4WDモデルが設定されていたが、V37型ではターボ車に4WDモデルは設定されない。
さらに、新たな運転支援システムも複数装備された。最高60km/hから衝突が回避できる自動ブレーキシステムのエマージェンシーブレーキのほか、ミリ波レーダーが前方車の下をすり抜けることによって2台前の車両の状況を検知して自車の減速が必要と判断した場合にディスプレイとブザーによる警報で注意を促す前方衝突予測警報（PFCW）、後側方の車両を検知してインジケーターで知らせる後側方車両検知警報 (BSW) や後側方の車両を検知した状態で車線変更を開始するとインジゲーターとブザーで警報を発すると同時に接触を回避するために車両を元の車線に戻す操作を支援する後側方衝突防止支援システム（BSI）、バックで駐車場から出る時などに接近する車両を検知してインジケーター及びディスプレイの表示と音で注意喚起を促し、さらに、後退している最中に車両が接近した場合に衝突回避を図るための運転操作を支援する後退時衝突防止支援システム（BCI）などの運転支援システムも装備される。当初はType P以上に標準装備されていたが、2016年3月の一部仕様向上によりベースグレードにも標準装備されたことで全車標準装備となった。ハイブリッド車は全グレードにDASの自動操舵により車線中央の走行を維持するための修正操舵を行うアクティブレーンコントロールも装備される。

### グレード・装備
当初は、ハイブリッド車の2WD車（350GT HYBRID）および4WD車（350GT FOUR HYBRID）、4気筒ターボ車（200GT-t）に、それぞれ標準車および装備充実グレードの「Type P」、スポーティ仕様の「Type SP」が設定されていた。2019年7月のマイナーチェンジで、ターボ車・ハイブリッド車（2WD・4WD共）統一のグレード体系となり、200GT-t/350GT HYBRID/350GT FOUR HYBRIDは「GT」に、200GT-t Type P/350GT HYBRID Type P/350GT FOUR HYBRID Type Pは「GT Type P」に、200GT-t Type SP/350GT HYBRID Type SP/350GT FOUR HYBRID Type SPは「GT Type SP」にそれぞれ名称変更された。同時に、高性能グレードの「400R」も追加された。
2019年7月のマイナーチェンジ以降は、ハイブリッド車に運転支援技術「プロパイロット 2.0」と電動パーキングブレーキ+オートブレーキホールドが標準装備された。本システムは3D高精度地図データと360度センシング情報を用いて、高速道路本線上においてルート走行中の分岐や追い越しのための車線変更の適切なタイミングをシステムが判断してドライバーに提案し、ドライバーがハンドルに手を添えスイッチ操作で承認することで車線変更支援を開始することが可能である。また、高速道路の本線走行中において、ドライバーが常に前方に注意して道路・交通・車両に応じて直ちにハンドルを操作できる状態に限りにおいて、同一車線内のハンズオフ走行が可能となった。しかし、ハイブリッド車自体が2022年8月31日に生産中止となったため、以後は「プロパイロット 2.0」を搭載したスカイラインは生産されていない。
GT
ベースグレード。2019年7月のマイナーチェンジ以前のグレード名称は、4気筒ターボ車が200GT-t、ハイブリッド車が350GT HYBRIDであった。オートエアコン、ガンメタリックフィニッシャー、ソフトジャガード織物/「ネオソフィール」コンビシート、NissanConnectナビゲーションシステム（NissanConnectサービス対応）、プッシュエンジンスターター、インテリジェントキー、ファインビジョンメーターなどを標準装備する。なお、タイヤ・ホイールの仕様が異なり、ターボ車は17インチランフラットタイヤ&切削光輝アルミホイール、ハイブリッド車は18インチランフラットタイヤ&アルミホイール（クロームカラーコート）となる。
GT Type P
シート地を本革仕様（シートメインの一部に本革を、その他の部位に人工皮革をそれぞれ使用）に、エアコンをインテリジェントエアコンシステムに、運転席ランバーサポートが電動にグレードアップし、ハイビームアシスト、アクティブAFS、リバース連動下降ミラー、パーソナルドライビングポジションメモリーシステム（ステアリング・運転席・ドアミラー連動）が追加装備される。2019年7月のマイナーチェンジ以前のグレード名称は200GT-t Type P / 350GT HYBRID Type Pであった。
GT Type SP
スポーツフロントバンパー、パドルシフト、アルミペダルなどを追加し、タイヤ・ホイールのサイズを19インチにアップしたスポーティ仕様のグレード。ターボ車はフィニッシャーが本アルミとなる。2019年7月のマイナーチェンジ以前のグレード名称は200GT-t Type SP / 350GT HYBRID Type SPであった。
400R
VR30DDTT型エンジンの405PS仕様を搭載するグレード。装備内容は基本的にType SPに準ずる。その名称は1990年代にNISMOより販売されていた、R33型スカイラインGT-Rをベースにしたコンプリートマシンである「NISMO 400R」と共通であるが、日産はNISMO 400Rとの名称の関連性を否定している。
VR30DDTT型に専用チューンが施され、日本国内の日産車では初採用となるターボ回転センサーを用いることでターボの回転領域限界まで使い切ることが可能となり、最高出力298kW（405PS）/6,400rpm、最大トルク475N·m（48.4kgf·m）/1,600-5,200rpmにそれぞれ向上した。トランスミッションはZ34型フェアレディZと同様の7速ATが採用されており、ギア比はワイドレシオ化されている。サスペンションは電子制御ダンパーを採用するインテリジェント ダイナミックサスペンションが採用される。ダンパーのサプライヤーはモンロー（テネコ）で、オーリンズのノウハウを用いた制御バルブによって減衰力の制御が行われる。ブレーキは4輪アルミレッドキャリパー対向ピストンブレーキが採用される。
外観はトランクリッド右上に「400R」のグレードバッジが装着され、ドアミラーがブラックアウトされ、専用デザインのガンメタ塗装19インチアルミホイールが装着される。内装はパドルシフトがクロームメッキ+ダーククリアー塗装となり、本革巻ステアリング&シフトノブにレッドステッチが施されたほか、ベース車では「スポーツパッケージ」としてメーカーオプション設定されている運転席/助手席パワーシート、運転席シートバックサイドサポート、運転席/助手席サイサポートエクステンション、リア可倒式シート（6:4分割）が標準装備される。本革スポーツシートは「400R」専用にダイヤキルティング/レッドステッチ仕様となっている。
NISMO/NISMO Limited
400R同様、VR30DDTT型に専用チューニングが施され、最高出力は400Rから11kW（15PS）向上して309kW（420PS）に、最大トルクは75N·m（7.7kgf·m）向上して550N·m（56.1kgf·m）となった。エンジンのパフォーマンス向上に合わせてドライブモードセレクターにもSTANDARDとSPORTは専用特性に、SPORT/SPORT+にはNISMO専用のATスケジュールを採用する専用チューニングが施され、リアタイヤは245/40RF19から20mmワイド化された265/35R19にサイズ変更され、ダンロップのハイグリップタイヤ「SP SPORT MAXX GT 600」を採用。アルミホイールはワイドリム化された専用エンケイ製19インチが採用された。タイヤの高性能化に伴ってサスペンションにも専用チューニングが施され、専用リアスタビライザーが採用された。ブレーキは耐フェード性に優れたLow Steelブレーキパッドが採用され、ABSの制御見直し、VDCの専用チューニングも行われた。外観は前後バンパーとサイドシルプロテクターが専用パーツとなり、サイドのフロントフェンダーにはGTエンブレムも装着された。内装は黒基調をベースに、ステアリングはレッドセンターマークを備えた専用本革巻とし、メーターは280km/hスピードメーター、タコメーターのレッドリング、NISMOロゴを備えたファインビジョンメーターとなる。シートは赤をセンターに配置したRECARO製スポーツシートをカーボン製フィニッシャーとのセットでメーカーオプションに設定された。
NISMO LimitedはS54A-1型スカイラインGTの誕生60周年を記念した特別仕様モデルで、エンジンはGT-Rと同じ横浜工場の匠ラインにて、特別な資格を保有する匠が手組みで作り上げる高精度仕様となり、エンケイ製19インチアルミホイールは日産車で初採用となる艶消しガンメタリック塗装に変更。特別仕様の証として、エンジン組み立て担当者が記された匠ネーム&シリアルナンバーラベル、専用シリアルナンバープレート、「GT LIMITED」を記した専用エンブレムが装着される。
なお、NISMOは日産モータースポーツ&カスタマイズ扱いとなり、持ち込み登録となる。

### 特別仕様車
クール エクスクルーシブ
2015年12月発売。「Type P」、「Type SP」をベースに、ストーンホワイトの本革シート（前席ヒーター付）と専用コンソールリッド、ハイコントラストカラーの専用ドアトリムで構成された「専用ストーンホワイト ハイコントラストインテリア」を採用するとともに、本アルミフィニッシャー、ピアノブラック塗装にガラスフレークによる艶を持たせたミッドナイトブラックグリル、BOSEサウンドシステムを特別装備している。
60th Limited
2016年11月に発売。2017年9月までの期間限定販売車。「Type SP」をベースに、本革にセミアニリン加工を施した高級本革シートを全席に採用するとともに、前席はスポーツシート形状を採用している。内装のトリムには木目の風合いをそのまま活かす塗装仕上げを用いたオープンポアウッドを採用した。

## 年表
2013年1月
北米国際オートショーでV37型インフィニティ・Q50セダンを発表。
2013年11月11日
日本国内向けのV37型スカイラインセダンを公式発表。
2014年2月26日
販売開始。
2014年5月26日
ターボ車「200GT-t」を公式発表。
2014年6月5日
「200GT-t」販売開始。
2014年11月13日
「200GT-t」のType PとType SPに、ダイレクトアダプティブステアリングとアクティブレーンコントロールがメーカーオプションで設定。同時にエンジン型式を「274930」から「274A」に、車両型式を「ZV37」から「YV37」に変更。
2015年8月
12代目を含めた同月までのスカイライン新車登録台数の累計が1万4149台 に達した。
2015年12月21日
一部仕様向上及び特別仕様車「クール エクスクルーシブ」を発売。
装備内容の変更のほか、リアにもインフィニティのCIが装備された。
2016年4月18日
一部仕様向上。一部装備内容の変更が行われた。
2016年6月9日
ダイレクトアダプティブステアリング搭載車に関して、リコールを国土交通省に届け出た（対象台数は11,673台）。始動時の設定プログラムが不適切なため、転舵したまま駐車しエンジンを始動した場合、タイヤ転舵角を誤演算、そのためにハンドルを中立にしてもタイヤが直進状態に戻らないというもの。コントロールモジュールを対策プログラムに書き換えることで対応する。
2016年11月7日
一部仕様向上及び誕生60周年記念特別仕様車「60th Limited」を発売。
2017年12月20日
マイナーチェンジモデルの発表・発売。
2019年7月16日
2度目のマイナーチェンジが発表（9月発売）。また、CMキャラクターには当初、矢沢永吉が起用された。
2019年12月6日
2019-2020日本カー・オブ・ザ・イヤー「イノベーション部門賞」を受賞したことが発表された。
2020年9月14日
仕様向上。ボディ色の見直しと、内装色の追加が行われた。
2022年8月31日
Y51型シーマ/フーガと共にハイブリッド車の生産を終了。これにより、スカイラインにプロパイロット2.0を搭載したグレードが消滅した。また同時に日産車におけるFR用のハイブリッドシステムが廃止された。
2022年9月22日
一部仕様変更を発表（同年10月末発売）。フロントグリル・リアエンブレム・アルミホイールのセンターキャップ・ステアリングホイールのCIが2020年7月からの新CIへ変更された。
「400R」のボディ色が変更されたほか、価格改定が実施され、グレードにより21.56万円～27.39万円（消費税込）値上げされた。
2023年8月8日
「NISMO」及び特別仕様モデル「NISMO Limited」を発表。「NISMO」は1,000台限定で9月上旬発売、「NISMO Limited」は100台限定のため、Webカタログ内の応募ページを経由した抽選販売（同年9月4日までの受付）となり、2024年夏に発売。

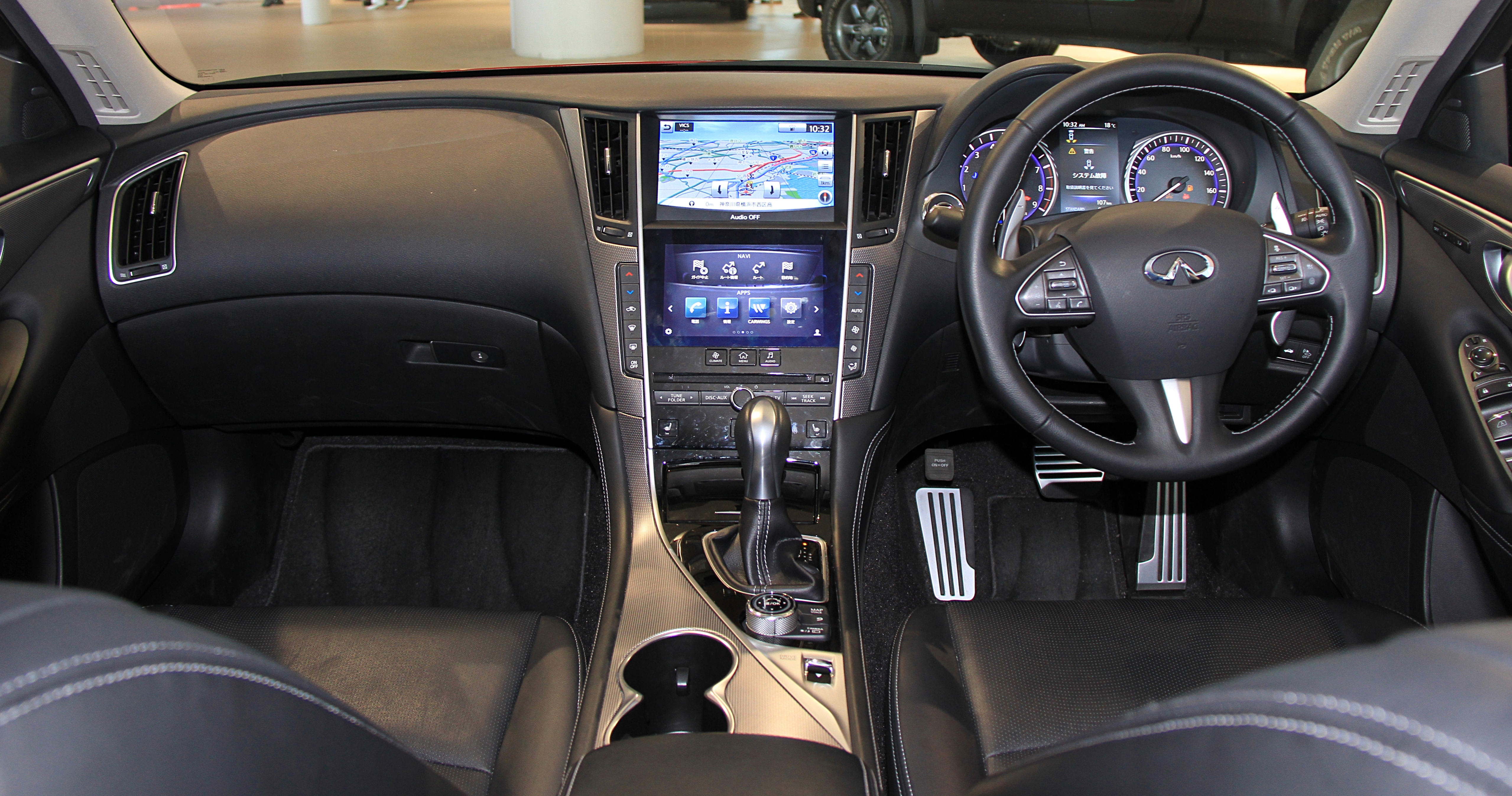
2014年2月販売型 350GT HYBRID Type SP 車内
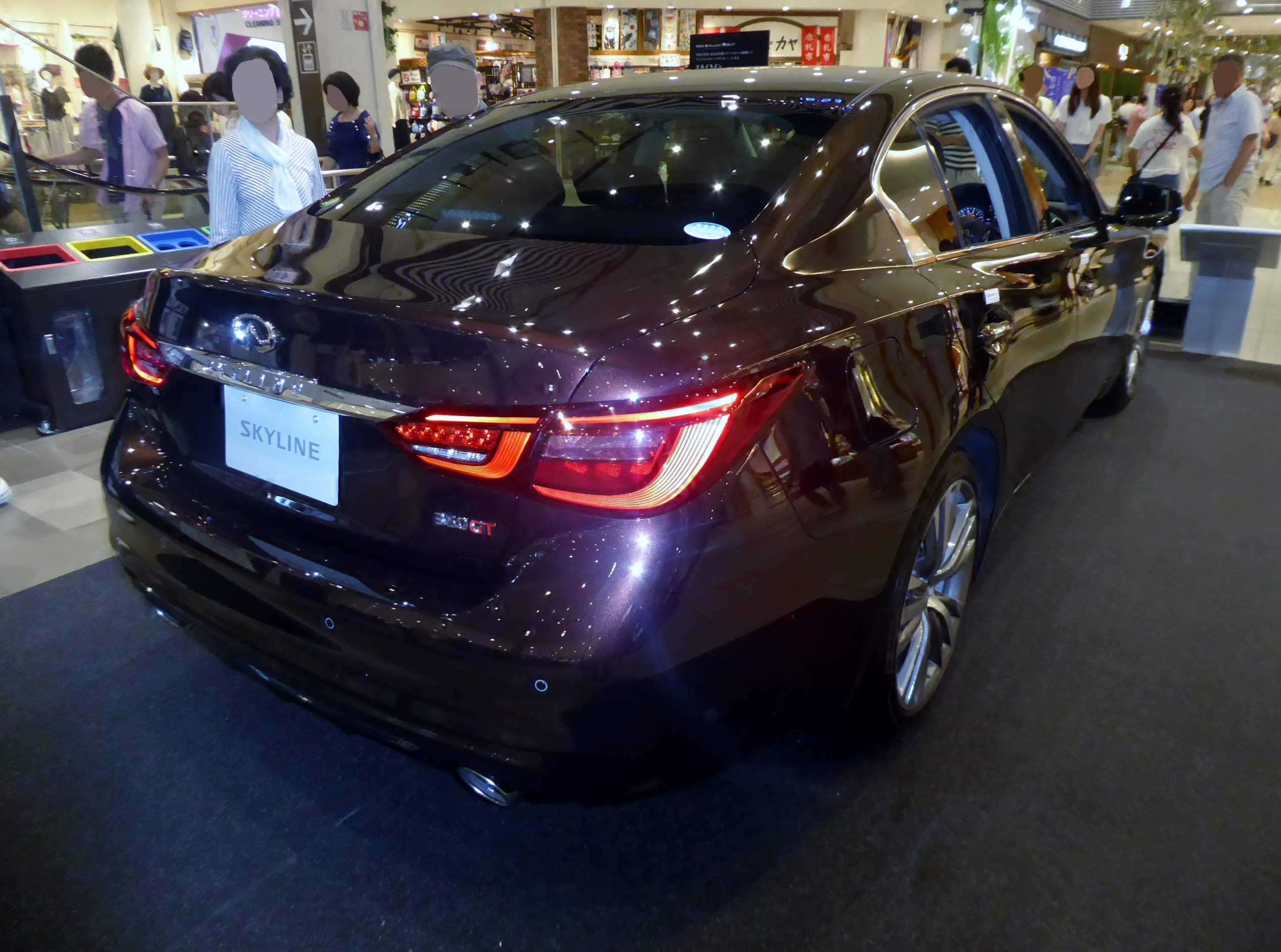
2017年12月発売型 350GT HYBRID Type SP リア
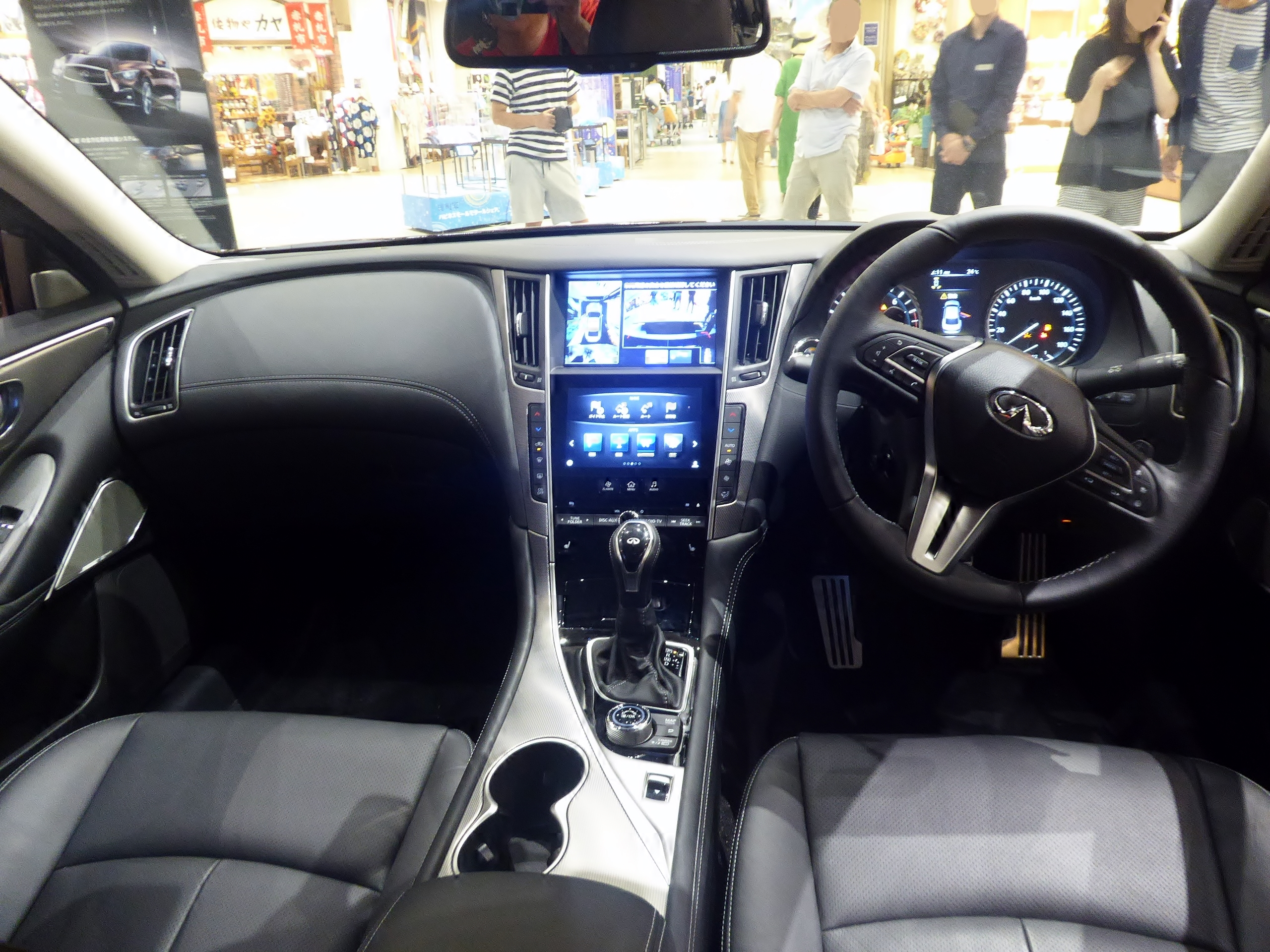
2017年12月発売型 350GT HYBRID Type SP 車内
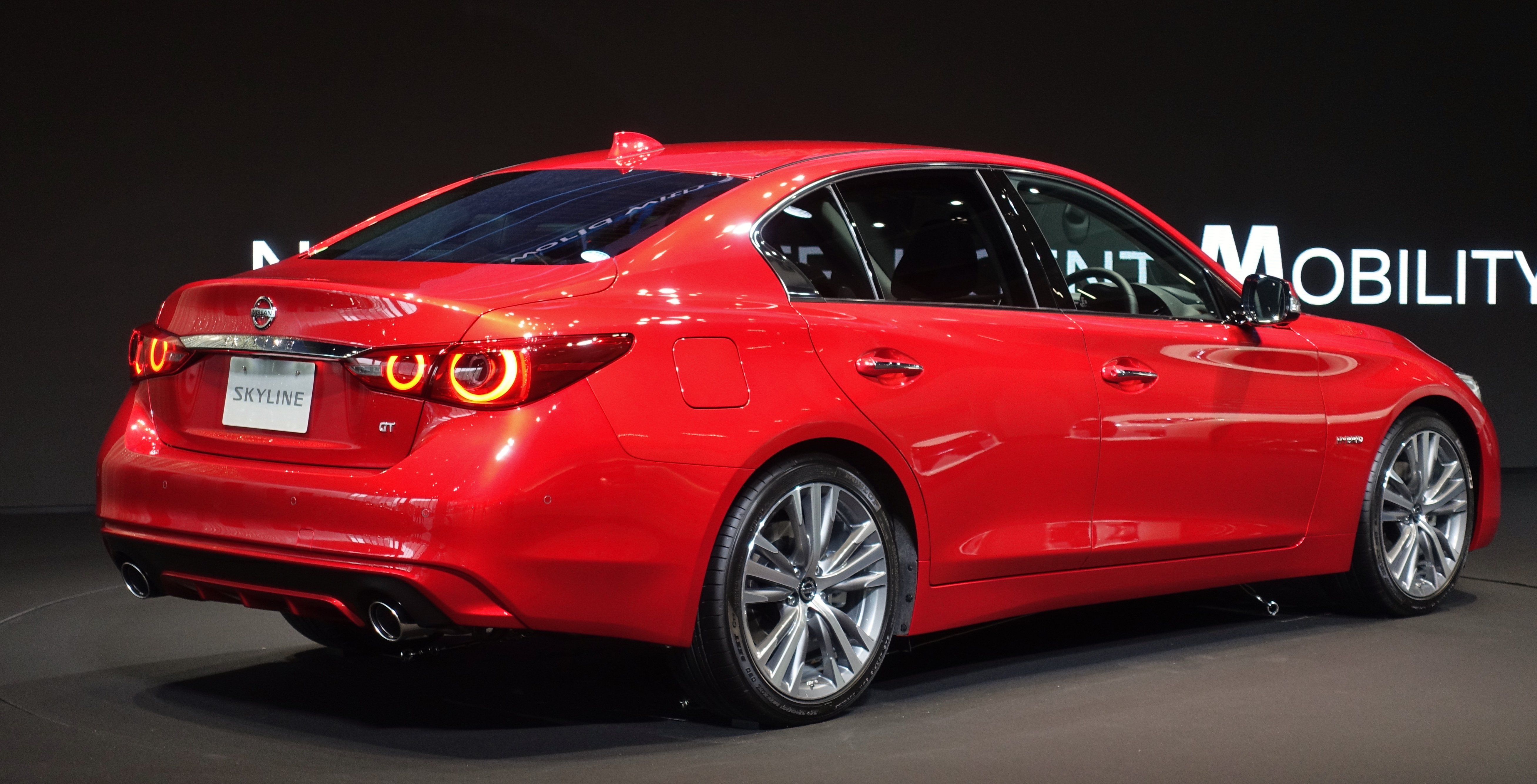
2019年9月発売型 GT Type SP（ハイブリッド） リア
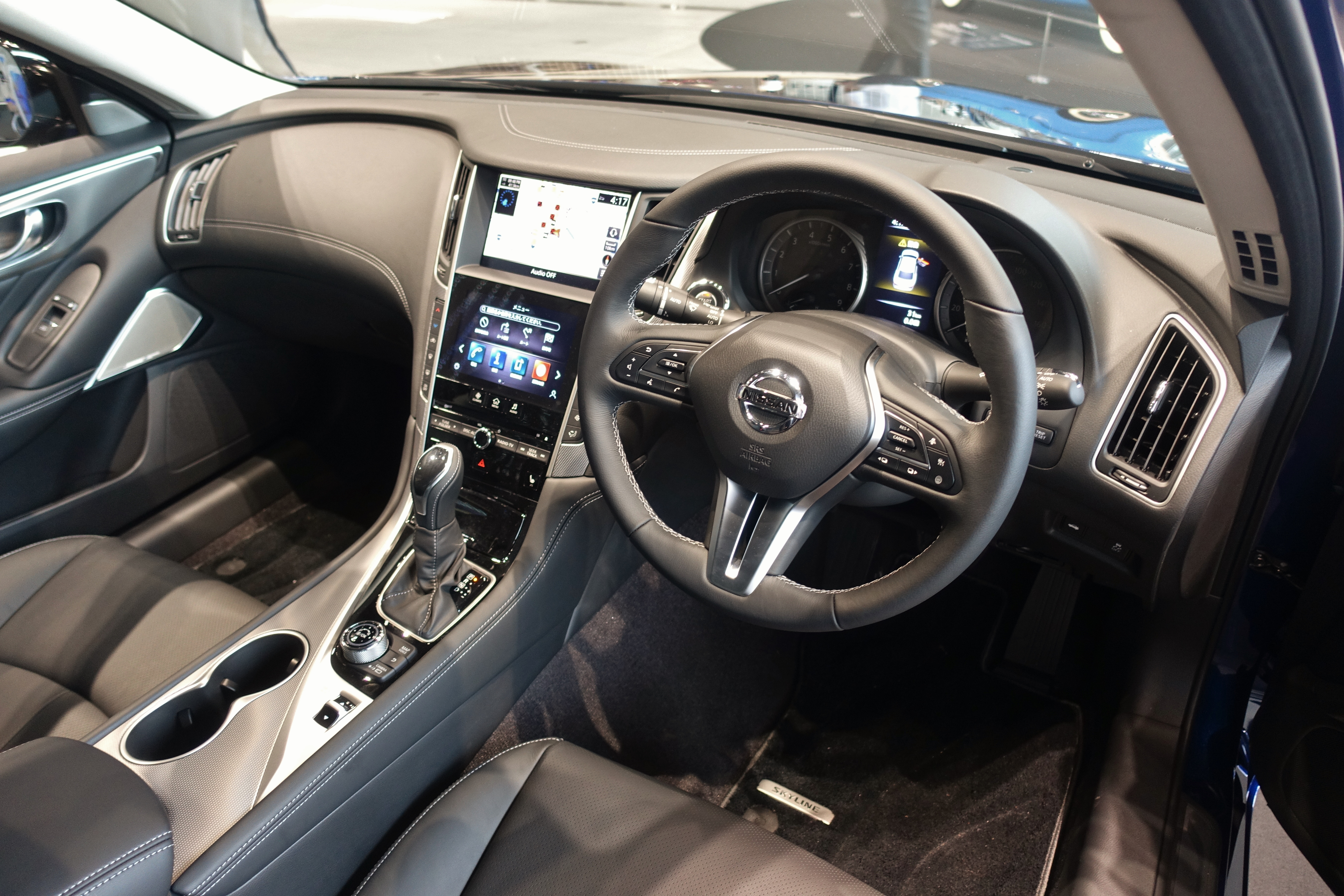
2019年9月発売型 GT Type SP（V6ターボ） 車内
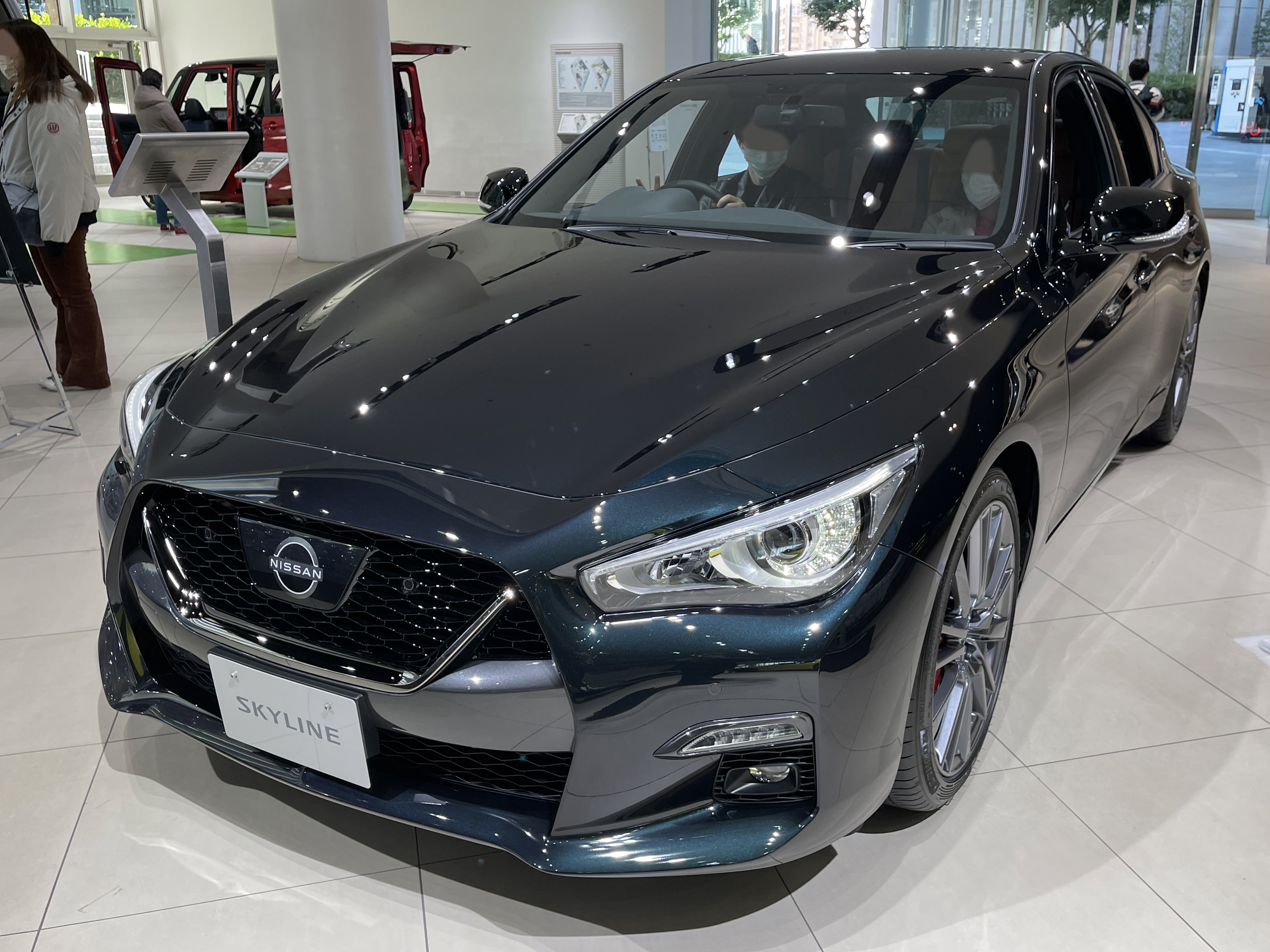
2022年9月発売型 400R
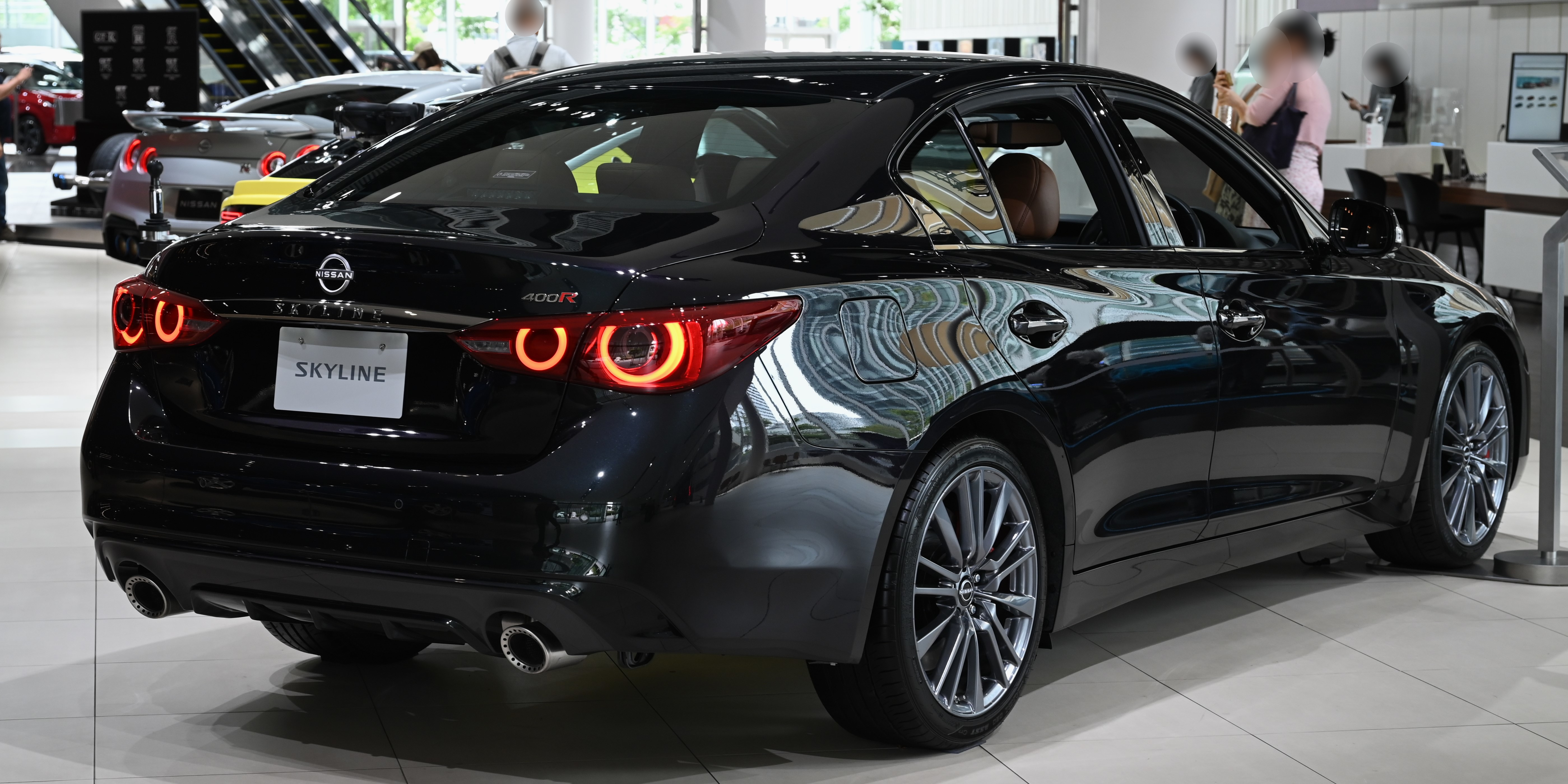
2022年9月発売型 400R リア
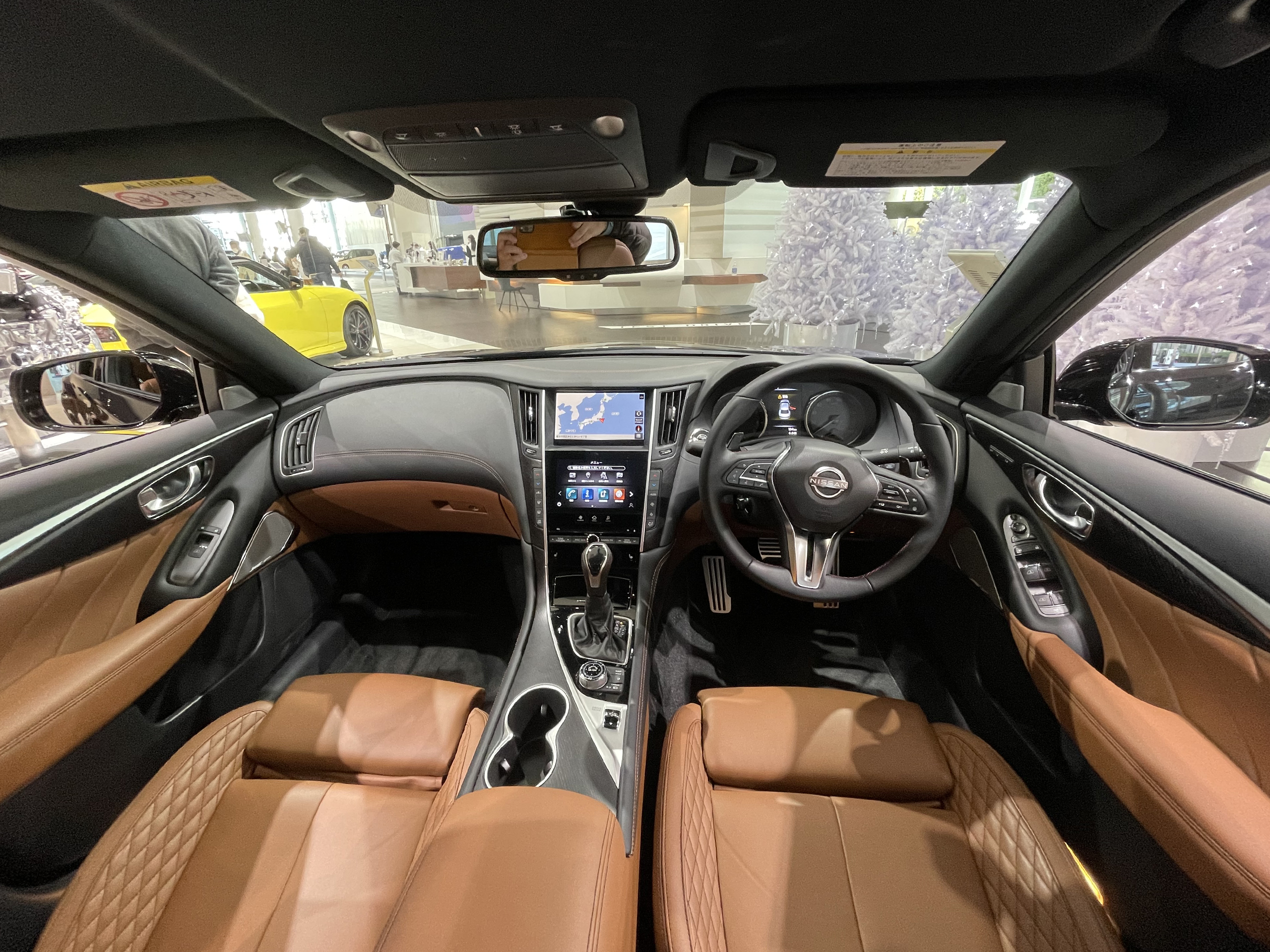
2022年9月発売型 400R 車内